# BRP Federico Martir
Le BRP Federico Martir (PC-385) est un patrouilleur côtier de la marine philippine, le quatorzième navire de la classe Jose Andrada. Il fait partie du deuxième lot de sa classe, commandé par l’intermédiaire des ventes militaires à l’étranger (FMS) des États-Unis en 1993, et a été mis en service par la marine philippine le 22 mai 1996,. Il est actuellement en service actif dans la Force de combat littorale de la flotte philippine.
Il a été initialement désigné comme Fast Patrol Craft, et a été numéroté « DF-385 », mais plus tard il a été redésigné comme une canonnière de patrouille, et a été renuméroté « PG-385 ». Une autre reclassification a été effectuée en avril 2016, qui l’a reclassé comme le patrouilleur côtier « PC-385 ».

## Conception
En 1989, les Philippines ont passé une commande de 4 patrouilleurs rapides à Trinity-Equitable (anciennement Halter-Marine Equitable) pour 9,4 millions de dollars. Le premier des quatre navires, arrivé le 20 août 1990, a été nommé BRP Jose Andrada. Il a été nommé d’après Jose Andrada, qui était l’un des premiers officiers de la patrouille offshore du gouvernement du Commonwealth des Philippines. Les Philippines ont commandé un navire supplémentaire en avril 1990 et trois navires supplémentaires en août 1990. En mars 1993, onze autres navires ont été commandés. Au total, 22 navires ont été acquis par la marine philippine jusqu’en 1999.
Le navire a été construit selon les normes de la Garde côtière américaine avec une coque et une superstructure en aluminium. Il est propulsé par deux moteurs Diesel Detroit Diesel Corporation 16V-92TA d’une puissance combinée d’environ 2800 ch, entraînant deux hélices et donnant une vitesse maximale de 28 nœuds (52 km/h). L’autonomie maximale est de 1200 milles marins (2200 km) à 12 nœuds (22 km/h) ou de 600 milles marins (1100 km) à 24 nœuds (44 km/h).
Le navire était conçu à l’origine pour transporter un canon de 40 mm Mk.3, un mortier de 81 mm à l’arrière et quatre mitrailleuses de 12,7 × 99 mm OTAN (calibre .50),. Au lieu de cela, il est armé d’un chain gun M242 Bushmaster de 25 mm sur un affût Mk.38 Mod.0, de quatre mitrailleuses Browning M2HB de calibre 12,7 mm sur des affûts Mk.26, dont deux positionnées à l’avant et deux à l’arrière, et de deux mitrailleuses M60 de 7,62 × 51 mm OTAN (calibre .30), toutes deux montées au milieu du navire. Le navire peut transporter 4000 cartouches de 12,7 mm et 2000 cartouches de 7,62 mm. De grandes jumelles « Big Eyes » sont également transportées sur des supports trépied, l’un sur le gaillard d'avant et l’autre juste au-dessus du mât. Faisant partie du deuxième lot (PG-379 à PG-395), il est équipé d’un chain gun M242 Bushmaster Mk.38 Mod.0 de 25 mm que le premier lot de navires ne transporte pas,,.
Le patrouilleur est équipé d’un radar de recherche et de navigation de surface Raytheon AN/SPS-64(V)11, mais avec une antenne plus petite que celles utilisées sur les plus grands navires de la marine philippine,. Comme tous les autres navires de la marine philippine, il a été équipé du système de suivi des navires de la marine philippine (VTS) par le Naval Sea Systems Command.
Un bateau pneumatique semi-rigide de 4 mètres, propulsé par un moteur hors-bord de 40 ch, est rangé au milieu du navire.

## Historique
En mars 2018, alors qu’il effectuait une patrouille de routine, le BRP Federico Martir a secouru 20 passagers du bateau à moteur Queen Cleopatra au nord-est de l’île Miniloc à Palawan. Le Queen Cleopatra a eu des problèmes de moteur, mais a eu la chance de se trouver sur la route du patrouilleur. Ses passagers ont été évacués et il a été remorqué vers la côte,.
En mai 2019, le BRP Federico Martir a participé à un exercice de recherche et de sauvetage (SAREX) avec le destroyer JDS Samidare (DD-106) de la Force maritime d'autodéfense japonaise (JMSDF) au large des côtes de Palawan-Est. L’objectif de l’exercice était d’élargir le partage d’informations, d’améliorer l’interopérabilité et d’acquérir une expérience de travail entre les deux marines.
Le 2 novembre 2023, le BRP Federico Martir a secouru un navire marchand, le MV Ken. Vers 11 h 00, la Garde côtière philippine (PCG) a été informée que le cargo Ken avait pris feu au large du barangay de Poblacion, Castilla, une municipalité située à l’extrême pointe sud-est de Luçon. Le navire était au mouillage dans la baie de Sorsogon, juste à côté du port. En réponse, la PCG a envoyé sur les lieux le BRP Federico Martir. À son arrivée, l’équipage a commencé à combattre l’incendie dans le rouf du navire au moyen d’une lance à incendie. Selon l’équipage, l’incendie a pris naissance dans le mess (salle à manger) et il a brûlé le bloc d’habitation et la timonerie. Les pompiers locaux ont déclaré que l’incendie était éteint vers 15 h 00. Aucun blessé ni aucune pollution n’ont été signalés, et les huit membres d’équipage du navire étaient indemnes,,.